# Mattias Nilsson (operasångare)
Mattias Nilsson, född 1973 i Fardhem på Gotland, är en svensk operasångare (baryton).
Nilsson är utbildad vid Kungliga Musikhögskolan och Operahögskolan i Stockholm och debuterade 1997 på Läckö slott som Guglielmo i Mozarts Così fan tutte.
Han är flitigt anlitad som Oratoriesångare, och partiet som Kristus i Johann Sebastian Bachs Johannespassionen har blivit en signaturroll. 
Han var 2008, tillsammans med Lars Säfsund och Jan Lekemark, en del av konstellationen Biondo vars låt ”Shine” (Edberger, Wikström, Zelmerlöv) nådde andraplatsen i Rumäniens uttagning till Eurovision Song Contest.

## Operaroller
- il Marito i Menottis Amelia Goes to the Ball (Eskilstuna Moderna Opera 2023)
- Betto i Giacomo Puccinis Gianni Schicchi (Smålandsoperan 2022)
- Herr Flod i Nicolais Muntra fruarna i Windsor (Eskilstuna Moderna Opera 2022)
- Benoît och Alidoro i Puccinis La Boheme (Dala-Floda Operafest 2021)
- Alcindoro i Rossinis Askungen (Skånska Operan 2016)
- Silvio i Leoncavallos Pajazzo (Estrad Norr 2013)
- Morales i Bizets Carmen (Opera på Skäret 2011)
- Schaunard i Puccinis La Bohème (Kungliga Operan 2002 och Reginateatern 2003)
- Escamillo i Bizets Carmen (Stockholms Parkteater 2001, Lyriska Sällskapet Gävleborg, Stora gasklockan, Gävle 2006 och Skånska operan 2015)
- Apollon i Monteverdis L'Orfeo (Eskilstuna teater 1997)
- Lärjunge i Jonas Forssells Trädgården (Drottningholmsteatern 1999)
- Belcore i Donizettis Kärleksdrycken (Opera på fortet, Karlskrona 2003)
- William i B. Tommy Anderssons William (Vadstenaakademien 2006)
- Sid i Benjamin Brittens Albert Herring (Läckö slottsopera 2007)
- Marcello i Puccinis La Bohème (Värmlandsoperan 2007)
- Konrad Nachtigall i Wagners Mästersångarna i Nürnberg (Göteborgsoperan 2010)

## Operettroller
- Mr X i Kálmáns Cirkusprinsessan (Lyriska Sällskapet Gävleborg, Gävle teater 2004)
- Danilo i Lehárs Glada änkan (Lyriska Sällskapet Gävleborg, Gävle teater 2005 och Folkoperan 2008)
- René i Lehárs Greven av Luxemburg (Säffleoperan 2006)